# Gerta Batusha
Gerta Batusha (ur. 13 lipca 1991) – albańska lekkoatletka, oszczepniczka.
Reprezentantka kraju w zawodach pucharu Europy (także w rzucie dyskiem).

## Rekordy życiowe
- Rzut oszczepem – 48,85 (2008)[1] rekord Albanii[4][5]